# Лауреано Атанес
Лауреано Атанес Венегас (ісп. Laureano Atanes Venegas; нар. 10 вересня 1971, Баракальдо, Біская, Країна Басків) — іспанський борець вільного стилю, бронзовий призер Середземноморських ігор, учасник чемпіонатів світу, Європи та Олімпійських ігор.

## Життєпис
Боротьбою почав займатися з 1981 року. У 2001 році став бронзовим призером чемпіонату світу серед кадетів. У 2002 році здобув срібну медаль чемпіонату Європи серед юніорів.
Виступав за спортивний клуб «Хай-Алай» Більбао. Тренер — Франческо Іглесіас.

## Спортивні результати на міжнародних змаганнях

### Виступи на Олімпіадах
| Змагання                    | Збірна  | Вагова категорія          | Місце |
| --------------------------- | ------- | ------------------------- | ----- |
| Літні Олімпійські ігри 1992 | Іспанія | вільна боротьба, до 52 кг | 11    |

### Виступи на Чемпіонатах світу
| Змагання                        | Збірна  | Вагова категорія          | Місце |
| ------------------------------- | ------- | ------------------------- | ----- |
| Чемпіонат світу з боротьби 1994 | Іспанія | вільна боротьба, до 57 кг | 11    |
| Чемпіонат світу з боротьби 1995 | Іспанія | вільна боротьба, до 57 кг | 24    |

### Виступи на Чемпіонатах Європи
| Змагання                         | Збірна  | Вагова категорія          | Місце |
| -------------------------------- | ------- | ------------------------- | ----- |
| Чемпіонат Європи з боротьби 1991 | Іспанія | вільна боротьба, до 52 кг | 9     |
| Чемпіонат Європи з боротьби 1992 | Іспанія | вільна боротьба, до 52 кг | 7     |
| Чемпіонат Європи з боротьби 1994 | Іспанія | вільна боротьба, до 57 кг | 13    |
| Чемпіонат Європи з боротьби 1995 | Іспанія | вільна боротьба, до 57 кг | 15    |

### Виступи на Середземноморських іграх
| Змагання                    | Збірна  | Вагова категорія          | Місце  |
| --------------------------- | ------- | ------------------------- | ------ |
| Середземноморські ігри 1991 | Іспанія | вільна боротьба, до 52 кг | Бронза |
| Середземноморські ігри 1993 | Іспанія | вільна боротьба, до 57 кг | 4      |
| Середземноморські ігри 2005 | Іспанія | вільна боротьба, до 60 кг | 5      |

### Виступи на змаганнях молодших вікових груп
| Змагання                                       | Збірна  | Вагова категорія          | Місце |
| ---------------------------------------------- | ------- | ------------------------- | ----- |
| Чемпіонат Європи з боротьби серед юніорів 1989 | Іспанія | вільна боротьба, до 54 кг | 5     |